# أخيضر شوكو
أخيضر شوكو (الاسم العلمي:Vireo masteri) (بالإنجليزية: Choco Vireo)‏ هو نوع من الطيور يتبع جنس الأخيضر من الفصيلة الأخيضرية.